# Fiala (arhitektura)
Fiala je v gotski arhitekturi vitek, koničast gotski okrasni stolpič s koničasto streho in križno rožo na vrhu; okrasni motiv na opornikih ali okrasnih delih. Navadno iz klesanega kamna. Sprva je tvorila kapo ali krono opornika ali majhne kupole, kasneje pa se je uporabljala tudi na ograjah, na vogalih stolpov in v mnogih drugih primerih.

## Funkcija
Fiala ima dva namena:
- Ornamentalnega - tako da poviša strukturo. Včasih se je končala s kipi, kot na primer v milanski katedrali. Fiale so zašiljeni zaključki na katerih se pojavi razvejana roža oz. Kristusova roža, ki ponazarja kristusovo trnjevo krono. Sestavljene so iz štiri ali osem straničnega debla ali trupa, ki ima često obliko tabernaklja, okrašenega s krogovičjem in zaključen z dvokapnimi strešicami.
- Konstrukcijskega - fiale so bile zelo težke in pogosto obložene s svincem, da so omogočile dodatno težo opornikom, ki so podpirali oboke in streho. To je povzročilo dodatno tlačno napetost (zaradi teže fiale) in s tem usmerilo sile navzdol.

## Zgodovina
Fiale so se v nekaterih območjih po Evropi pojavile že v romanskem slogu kot stožčaste kape na krožnih opornikih. Fiala kot zaključek ni bila nič nenavadnega v Franciji v zelo zgodnjih obdobjih. Eugène Viollet-le-Duc navaja primere iz St. Germera in St. Remija in podobne oblike na zahodnem pročelju katedrale v Rochesterju.
Iz 12. stoletja sta znana dva romanska primera, eden je v Bredonu (Worcestershire) in drugi iz škofije Cleeve (Gloucestershire), oboje iz Anglije. Pri teh oporniki tečejo navzgor in tvorijo nekakšno kvadratno kupolo, okronano s piramidno kapico, zelo podobno tistim v naslednjem obdobju, zgodnjem angleškem.
V tem in naslednjih slogih in predvsem v gotski arhitekturi je fiala dosegla vrhunec in imela svojo ustrezno uporabo. To je bila teža, ki je preprečevala zasuk lokov zlasti tam, kjer so jih podpirali zunanji oporniki in s tem onemogočila da zdrsnejo s kamnitih opornikov iz zatrepov in kot protiutež koničastim zvonikom. Oblikovala je stabilen pomol, elegantne perforirane ograje v kasnejših obdobjih in še posebej v Franciji, služila kot protiutež previsni konzolni mizi, odtočnim žlebovom, itd.
V zgodnjem angleškem obdobju so se majhni oporniki pogosto končali z zatrepom in bolj pomembno, z vrhom, podprtim z gručo gredi. V tem obdobju so fiale pogosto podpirale samo te gredi in so bile v nadaljevanju odprte. V večjem delu so se v tem in naslednjih obdobjih oblikovale niše s kipi. Na prehodu in v dobi angleške gotike so različni liki nad kotnimi gredmi pogosto končali z zatrepom. Iz zadnjega obdobja so veliko bogatejši in so na splošno okrašeni z krogovičjem in fialami, včasih z "ballflowers" (srednjeveški angleški cvetlični ornament). Zelo fine skupine so na Beverley Minster (East Riding of Yorkshire) in na zvoniku sv. Marysa v Oxfordu. 
V Franciji so bile fiale kot zvonik v uporabi prej kot v Angliji. Obstajajo majhne fiale na vogalih stolpa v samostanu Saintes. V Roulletu so fiale v podobnem položaju, vsaka je sestavljena iz štirih manjših gredi, s pokrovčki in bazo nad z majhnimi piramidnimi zvoniki. V vseh teh primerih imajo stolpi okna s polkrožnimi zaključki.

## Druga uporaba
Manjše fiale se lahko uporablja kot dekorativni okrasek na koncih palice za zavese ali pri sedežnem pohištvu. Ti so pogosti na vrhu posteljnega okvira ali pri urah. Dekorativne fiale se tudi pogosto uporabljajo za pritrditev senčnikov in kot okrasni element na koncu ročajev žlic pri suvenirjih.
V različnih dinastijah na Kitajskem so fialo nosili na vrhu klobukov civilni ali vojaški uradniki v primeru uradnih sodnih ceremonij. Fialo je zamenjal gumb za druge vsakodnevne priložnosti, manj formalne slovesnosti.

### Drogovi za prapore
Fiala je običajno nameščena na vrhu droga zastave oziroma prapora..
Posebej vojaške enote uporabljajo drogove za zastave z različnimi fialami glede na rod vojske.

### Oprema v stanovanju
Posteljni okvir je pogosto okrašen s fialo. Leseni stebri od končni steni imajo lesene fiale in je njihov namen predvsem dekorativen. Drugače je pri palicah za zavese, kjer te zagotavljajo, da zavesa ne zdrsne s palice.
Oblike fial na karnisah se spreminjajo skladno z modo in arhitekturnim slogom. Uporablja se različne materiale od medenine, nerjavečega jekla, različne vrste lesa in aluminija, z različnimi površinskimi obdelavami. 

### Svetilke in svetila
Senčniki svetilk imajo pogosto na vrhu fialo, ki služi tudi za pritrditev senčnika na svetilko ali kot držalo. 